# Feminismo en Italia
El feminismo en Italia se originó durante el período del Renacimiento italiano, que comenzó a fines del siglo XIII. Escritoras italianas como Christine de Pizan, Moderata Fonte, Lucrezia Marinella y otros desarrollaron las ideas teóricas detrás de la igualdad de género. A diferencia de los movimientos feministas en Francia y Reino Unido, los primeros defensores de los derechos de las mujeres en Italia enfatizaron la educación de las mujeres y la mejora de las condiciones sociales.
El feminismo italiano sufrió un revés bajo el gobierno fascista de Benito Mussolini en la primera mitad del siglo XX, con una ideología fascista que dictaba la procreación como un deber de la mujer. En el período de posguerra, surgieron movimientos feministas, con activismo público sobre temas como el divorcio y el aborto durante la década de 1970. El feminismo italiano se ha vuelto más prominente recientemente, particularmente durante la administración del ex primer ministro Silvio Berlusconi, con un enfoque en oponerse a la objetivación de las mujeres en los programas de televisión y la política nacional.

## Historia

### Renacimiento y primeras feministas modernas
Los pensadores del Renacimiento desafiaban regularmente el pensamiento convencional del período medieval y anteriores. El humanismo se convirtió en la nueva forma de ver la política, la ciencia, las artes, la educación y otros campos. El humanismo hizo a un lado el concepto cristiano medieval de un orden social jerárquico que colocaba a los ciudadanos regulares en una posición subordinada en relación con los miembros del clero. El hombre renacentista era el ideal para emular. 
Mientras que los humanistas del Renacimiento eran en su mayor parte "antifeministas", había un pequeño número de mujeres educadas que tenían la motivación para desafiar los supuestos de que las mujeres deberían seguir siendo sumisas a los hombres. Christine de Pizan escribió La ciudad de las damas en 1404, y en ella describe que el género de las mujeres no tiene inferioridad innata a la de los hombres: "Ni la elevada ni la humildad de una persona reside en el cuerpo según el sexo, pero en el perfección de conducta y virtudes". Sin embargo, ella suavizó sus afirmaciones al escribir que los hombres fueron creados para gobernar y las mujeres para seguir. 
El Renacimiento italiano vio el desarrollo de la educación superior, incluido el establecimiento de varias universidades, a las que no se admitía a las mujeres. Algunas mujeres afortunadas que podían pagarla podían obtener una educación por su cuenta, o tenían un padre que les permitía recibir educación mediante la tutoría. El raro hombre del Renacimiento que apoyaba la educación para las mujeres lo veía como una forma de mejorar su virtud y hacerla más obediente a su esposo. La educación destinada a crear líderes fue vista como un desperdicio en las mujeres.
 

Aunque algunas mujeres dejaron una marca durante el Renacimiento como individuos notables dentro de su esfera local, cuando se toman colectivamente, se puede rastrear el "ascenso de la mujer educada durante el Renacimiento". Fuera del entorno de un convento, donde habían estado confinados durante la Edad Media, las mujeres educadas estaban saliendo a la arena intelectual secular. Desde el Renacimiento y continuando hasta la era moderna temprana, organizaron salones, donde hombres y mujeres intelectuales se mezclaron y discutieron literatura, política y otros temas influyentes. A finales del siglo XVI y principios del XVII, las escritoras "se presentaron y fueron abrazadas por la cultura contemporánea como esposas, madres e iguales parejas en los salones de sus hogares". A finales del Renacimiento, las mujeres italianas educadas escribían "en todos los géneros imaginables, desde la correspondencia doméstica hasta la poesía, los diálogos e incluso la teología".

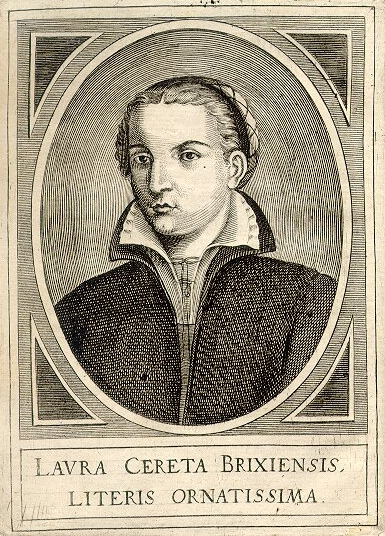
Laura Cereta
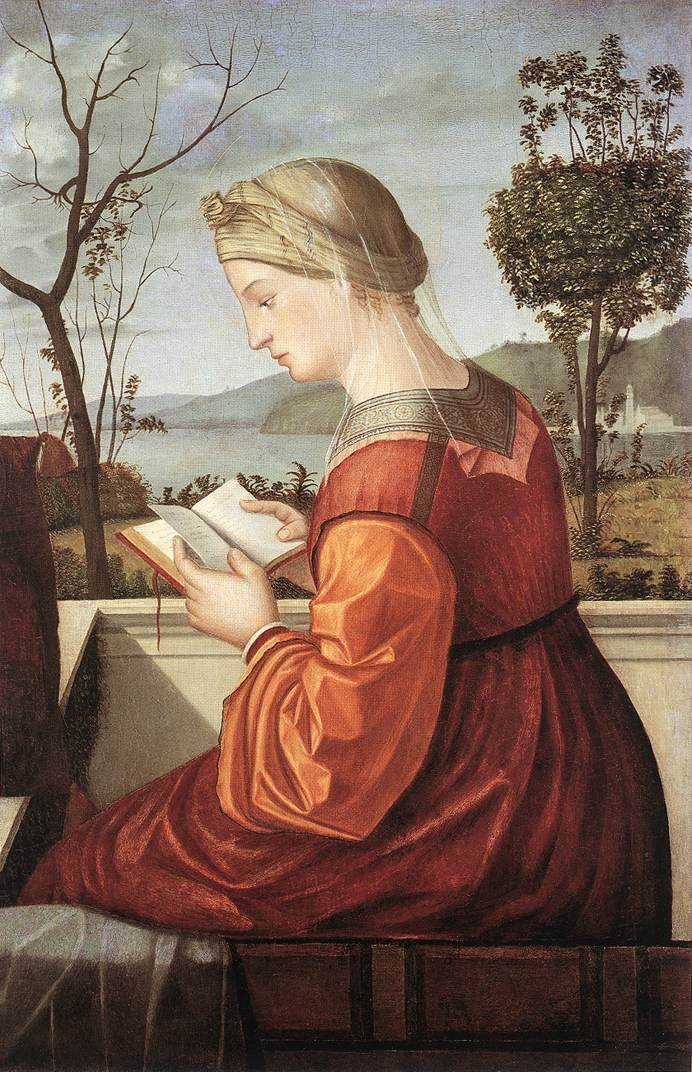
La lectura virgen (1505–10), de Vittore Carpaccio. La alfabetización se extendió entre las mujeres de clase alta en Italia durante el Renacimiento.
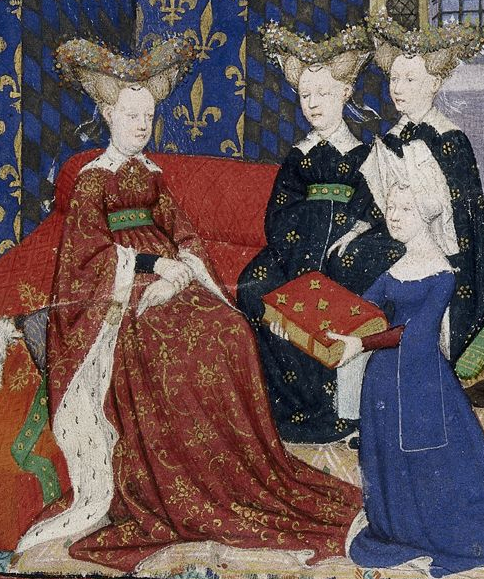
Christine de Pizan e Isabeau de Baviera, reina de Francia.
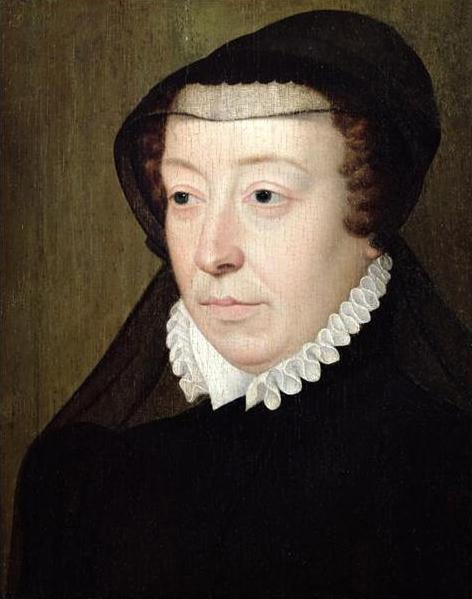
Catherine de 'Medici, reina consorte de Francia nacida en Italia en el siglo XVI, madre de reyes y una figura importante en la política europea.
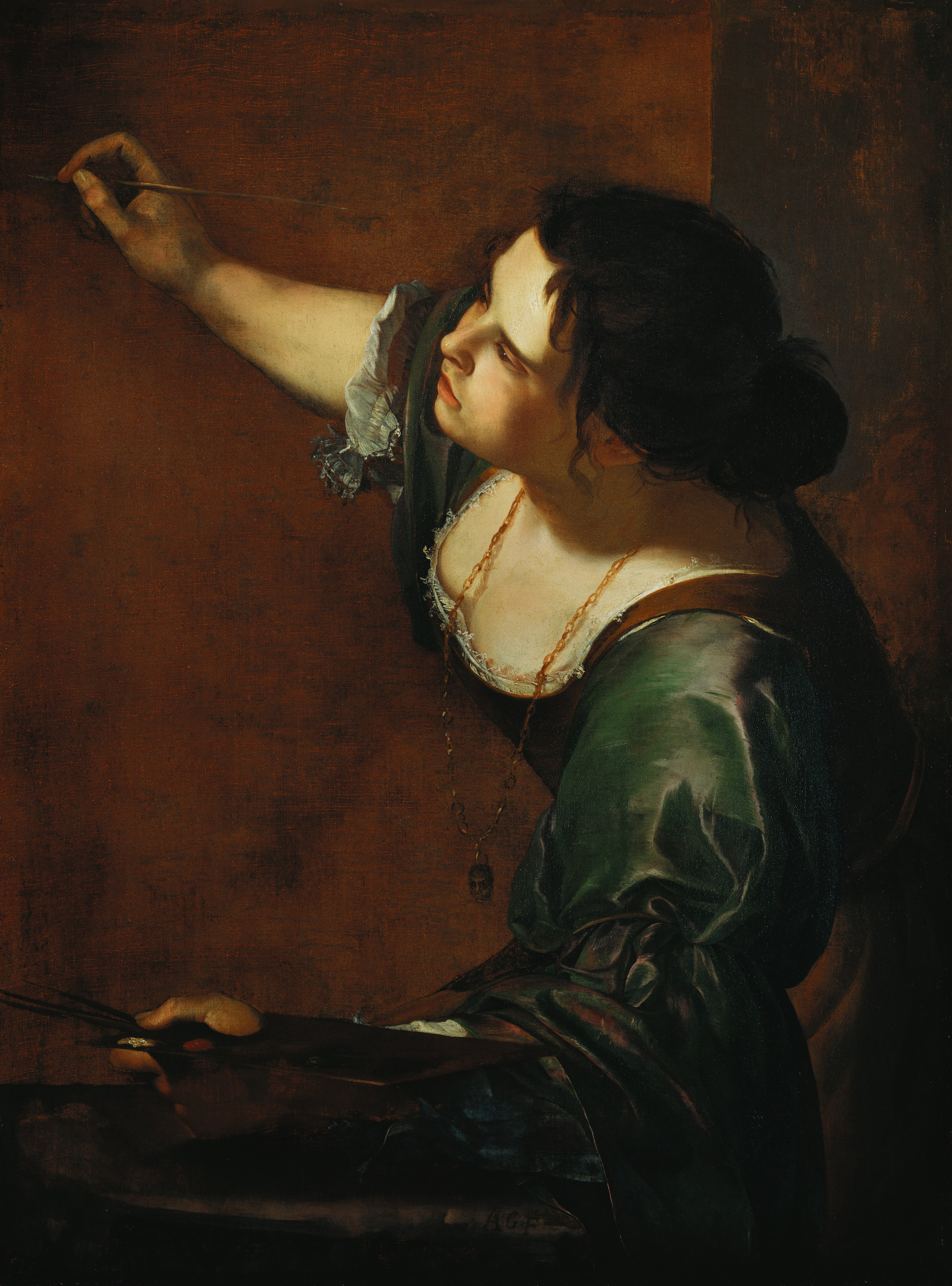
Autorretrato como la alegoría de la pintura (1638-9) de Artemisia Gentileschi.
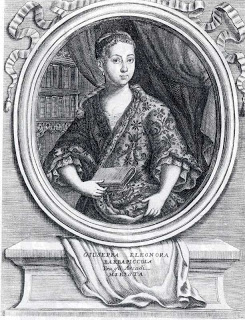
Giuseppa Barbapiccola

### sigloXIX

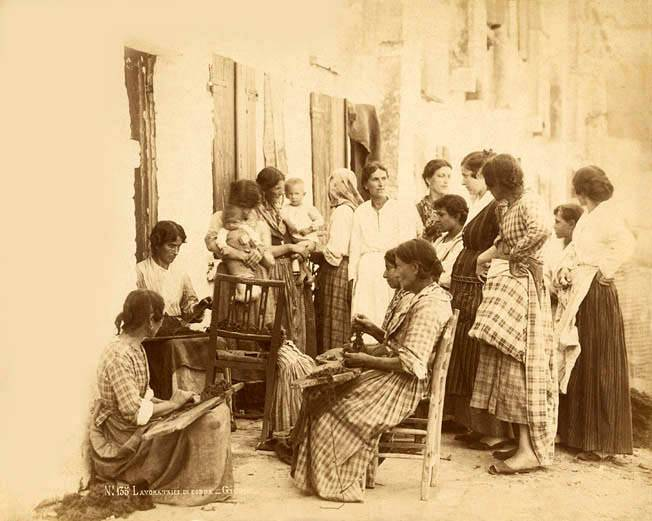
Trabajadoras italianas, c. 1900.

En un momento en que la mayoría de las mujeres pertenecían a la clase campesina, la mayoría eran analfabetas. Las mujeres educadas que sabían leer y escribir sobre los diversos aspectos del feminismo estaban en una posición aislada. Para ganar seguidores para las causas feministas, se necesitaba un llamamiento a las mujeres en todos los niveles de la sociedad. A partir de mediados del siglo XIX, las mujeres emprendedoras comenzaron a llegar a las mujeres de clase media a través de nuevos medios impresos : libros y publicaciones periódicas de mercado masivo. 
La Ley de Casati de Italia de 1859 sentó las bases para un sistema de capacitación de mujeres jóvenes como maestras en escuelas públicas. Las mujeres se convertirían en la columna vertebral del sistema educativo de Italia, y pertenecían a las asociaciones de docentes, dándoles experiencia en la organización para proteger sus intereses, como los salarios y las condiciones de trabajo.
Anna Maria Mozzoni desencadenó un movimiento generalizado de mujeres en Italia a través de la publicación de La mujer y sus relaciones sociales con motivo de la revisión del Código Civil italiano (La donna e i suoi rapporti sociali in occasione della revisione del codice italiano) en 1864. Las mujeres que habían participado en las luchas de unificación estaban insatisfechas con las desigualdades contenidas en el nuevo Código Civil de la República de Italia. El libro de Mozzoni concientizó sobre las injusticias en el derecho de familia de Italia que discriminaban a las mujeres. Mozzoni hizo campaña contra la regulación estatal de la prostitución. También tradujo Sobre la subyugación de las mujeres de John Stuart Mill al italiano. En 1881, para promover el sufragio femenino, fundó la Liga para la Promoción de los Intereses de la Mujer (Lega promotrice degli interessi femminili) en Milán. 
El 1865 vio la mayoría legal para las mujeres solteras en Italia, así como la herencia igual para las mujeres, y a las mujeres casadas se les permitió convertirse en el tutor legal de sus hijos y sus propiedades si sus maridos los abandonaban.
Alaide Gualberta Beccari, a partir de 1868 a la edad de 16 años, comenzó a publicar la revista Women in Venice. Beccari pasó gran parte de las décadas de 1870 y 1880 inmerso en la difusión de información sobre el feminismo. La revista cubrió noticias feministas internacionales, como los logros políticos y sociales que están obteniendo las mujeres en Francia, Estados Unidos y Gran Bretaña. Los legisladores y maestros varones estaban entre sus crecientes lectores, y en 1877, una serie de artículos sobre temas a favor de la reforma inspiraron a 3000 mujeres a firmar una petición de sufragio femenino.
Las mujeres fueron admitidas en universidades italianas en 1876.
En 1877, las mujeres en Italia se convirtieron en testigos de actos legales.
El primer Congreso Feminista nacional de Italia fue organizado por Per la Donna en 1911; en ella, los oradores pidieron derechos de divorcio para las mujeres y más escuelas no religiosas. 
En 1919, a las mujeres casadas en Italia se les concedió una economía separada, y los cargos públicos en los niveles inferiores se abrieron a las mujeres.

### Mujeres en la Italia fascista (1922-1945)
El movimiento feminista recibió un duro golpe en 1922 cuando Benito Mussolini llegó al poder y la era fascista del país estaba en marcha. Este período fue generalmente antifeminista[cita requerida]. Por ejemplo, la ideología fascista dictaba la procreación como un deber de la mujer, lo cual ya se intuía en el "Discurso de la Ascensión", realizado por Mussolini el 26 de mayo de 1927. Sin embargo, en 1925 las mujeres en Italia obtuvieron el derecho al voto, aunque se limitó a las elecciones locales. En 1945, las mujeres en Italia obtuvieron el sufragio total.

### El feminismo italiano de la posguerra
En 1966, Franca Viola fue una de las primeras mujeres italianas en rechazar públicamente un "matrimonio reparador" con su violador, lo que lo habría exonerado legalmente por violarla. Franca Viola tenía solo 17 años cuando fue violada con la intención de casarse en 1965. (Ver los eventos a continuación en 1981.) 
Como en otros países, los grupos feministas comenzaron en Italia en la década de 1970 como parte de la segunda ola. En julio de 1970, Carla Lonzi escritora y crítica de arte, la escritora Elvira Banotti y la pintora Carla Accardi  escribieron el manifiesto Rivolta Femminile ("Revuelta de las mujeres") documento fundacional del grupo Rivolta Femminile que se creó en Roma y Milán.
En 1972, el colectivo feminista internacional fue fundado en Italia por Selma James, Brigitte Galtier, Mariarosa Dalla Costa y Silvia Federici, para promover el debate político y la acción en torno al tema del trabajo doméstico; La Campaña Internacional de Salarios para el Trabajo Doméstico, que surgió del Colectivo, fue un movimiento social global feminista fundado en 1972 en Padua, Italia. La Campaña se formó para crear conciencia sobre cómo las tareas domésticas y el cuidado de los niños son la base de todo el trabajo industrial y para reclamar que estas tareas inevitables deben compensarse como trabajo asalariado. Las demandas de Salarios para el trabajo doméstico exigían formalmente una compensación económica por el trabajo doméstico, pero también utilizaron estas demandas para llamar la atención sobre el trabajo afectivo de las mujeres, la dependencia de las economías capitalistas en las prácticas laborales de explotación contra las mujeres y la desigualdad en el ocio.  
En 1975, la ley de familia en Italia fue reformada para eliminar el adulterio como delito, así como para que la pareja considerara iguales a las parejas masculinas y femeninas en un matrimonio. Específicamente, la Ley 151/1975 establece la igualdad de género dentro del matrimonio, aboliendo el dominio legal del esposo. Las reformas legales italianas de 1975 también eliminaron la discriminación contra los niños que no nacieron en el matrimonio.
En el 26 de octubre de 1976 en Verona, un juicio por violación provoca la primera movilización coordinada del feminismo italiano marcando un punto de inflexión en la lucha contra la violencia contra las mujeres emprendida por el feminismo en los años setenta. Por primera vez, una coordinación de grupos feministas pide a la Corte estar presente en el juicio no sólo por solidaridad con la parte civil denunciando la violencia sexual y la violación como expresión del poder secular masculino y un jerarquía de relaciones de género profundamente arraigada. En 1996 se modificó finalmente la ley.
En 1976 en Sentenza n. 12857 del 1976, la Corte Suprema de Italia dictaminó que "el cónyuge que obliga al otro cónyuge al conocimiento carnal por violencia o amenazas comete el delito de violencia carnal" [que significa violación] ("commette il delitto di violenza carnale il coniuge che costringa con violenza o minaccia l'altro coniuge a congiunzione carnale").
Entre los otros logros importantes del feminismo en Italia en esta década se encuentran la introducción de una ley para el divorcio (1970) y una ley que regula el aborto (1978). 
Italia firmó la Convención sobre la eliminación de todas las formas de discriminación contra la mujer en 1980 y la ratificó en 1985.
En 1981 se derogó la ley italiana que preveía el castigo mitigado en caso de asesinatos por honor; antes de 1981, la ley decía: art. 587: El que causa la muerte de un cónyuge, hija o hermana al descubrirla en relaciones carnales ilegítimas y en el ardor de la pasión causada por el delito en su honor o el de su familia será sentenciado a tres a siete años. La misma oración se aplicará a quien, en las circunstancias anteriores, cause la muerte de la persona involucrada en relaciones carnales ilegítimas con su cónyuge, hija o hermana.
También en 1981, Italia derogó el artículo 544. Este artículo afirmaba que si un hombre que violaba a una mujer se casaba con su víctima, incluso si era menor de edad, cualquier delito sexual caducaría. Ni la ley ni la sociedad hicieron una distinción entre tal violación prematrimonial, por un lado, y la fuga consensuada (en Sicilia comúnmente llamada fuitina) por el otro. Socialmente, una mujer violada por un hombre fue sometida a una fuerte presión para que aceptara casarse con su violador; la alternativa fue ser rechazada por el resto de su vida como una donna svergognata : una "mujer sin honor" (literalmente: una mujer desvergonzada). La responsabilizaron por la humillación de perder su virginidad fuera del matrimonio, lo que la avergonzó a sí misma y a su familia. Si aceptaba casarse con su atacante, se consideraba un "matrimonio reparador" (matrimonio riparatore), que restauraba el honor de su familia.
En Roma, en 1992, un instructor de manejo de 45 años fue acusado de violación. Cuando recogió a una niña de 18 años para su primera clase de manejo, supuestamente la violó durante una hora y luego le dijo que si le contaba a alguien que la mataría. Más tarde esa noche, le dijo a sus padres y sus padres acordaron ayudarla a presentar cargos. Mientras que el presunto violador fue condenado y sentenciado, la Corte Suprema italiana revocó la condena en 1998 porque la víctima llevaba jeans ajustados. Se argumentó que ella necesariamente debió haber ayudado a su atacante a quitarse los jeans, haciendo que el acto fuera consensuado ("debido a que la víctima usaba jeans muy, muy ajustados, tuvo que ayudarlo a quitarlos... y quitándose los jeans... ya no era violación sino sexo consensuado "). El Tribunal Supremo italiano declaró en su decisión "es un hecho de la experiencia común que es casi imposible quitarse los jeans ajustados, incluso en parte sin la colaboración activa de la persona que los usa". Este fallo provocó una protesta feminista generalizada. El día después de la decisión, las mujeres en el Parlamento italiano protestaron usando jeans y sosteniendo pancartas que decían "Jeans: una coartada para la violación". Como señal de apoyo, el Senado y la Asamblea de California hicieron lo mismo. Pronto Patricia Giggans, Directora Ejecutiva de la Comisión de Asaltos contra las Mujeres de Los Ángeles (ahora Peace Over Violence) convirtió el Día del Denim en un evento anual. A partir de 2011, al menos 20 estados de EE. UU. Reconocen oficialmente el Día del Denim en abril. Usar jeans en este día se ha convertido en un símbolo internacional de protesta contra las actitudes erróneas y destructivas sobre la agresión sexual. A partir de 2008, el Tribunal Supremo italiano revocó sus conclusiones y ya no hay una defensa "denim" para el cargo de violación. 
En 1996, Italia modificó sus leyes de violación, endureciendo el castigo por agresión sexual y reclasificándolo de un delito moral a un delito penal.
Después de que algunos casos de infibulación practicados por profesionales médicos complacientes dentro de la comunidad de inmigrantes africanos llegaran al conocimiento público a través de la cobertura de los medios, la Ley n ° 7/2006 fue aprobada en Italia el 1/9/2006 y entró en vigencia el 28/01/2006, sobre "Medidas de prevención y prohibición de cualquier práctica de mutilación genital femenina "; la Ley también se conoce como Legge Consolo ("Ley Consolo") nombrada en honor a su principal promotor, el senador Giuseppe Consolo. El artículo 6 de la ley integra el Código Penal italiano con los artículos 583- Bis y 583- Ter, castigando cualquier práctica de mutilación genital femenina "no justificable bajo necesidades terapéuticas o médicas" con una pena de prisión de 4 a 12 años (3 a 7 años por cualquier mutilación que no sea, o menos grave que, clitoridectomía, escisión o infibulación). Pena puede ser reducida hasta  si el daño causado es de entidad modesta (es decir, si parcial o completamente sin éxito), pero también puede ser elevado hasta  si la víctima es un menor o si el delito ha sido comprometido con fines de lucro. Un ciudadano italiano o un ciudadano extranjero que resida legalmente en Italia puede ser castigado bajo esta ley incluso si el delito se comete en el extranjero; la ley también afectará a cualquier persona de cualquier ciudadanía en Italia, incluso de manera ilegal o provisional. La ley también obliga a cualquier profesional médico declarado culpable de conformidad con esas disposiciones a revocar su licencia médica por un mínimo de seis hasta un máximo de diez años. 
El feminismo italiano se ha vuelto más prominente recientemente, particularmente durante la administración del ex primer ministro Silvio Berlusconi, con un enfoque en oponerse a la objetivación de las mujeres en los programas de televisión y la política nacional.